# Fort Albany (Ontario)
Pour les articles homonymes, voir Fort Albany et Albany.
 (novembre 2023).
Si vous disposez d'ouvrages ou d'articles de référence ou si vous connaissez des sites web de qualité traitant du thème abordé ici, merci de compléter l'article en donnant les références utiles à sa vérifiabilité et en les liant à la section « Notes et références ».
Fort Albany est une communauté des Premières Nations en Ontario au Canada, située sur la rive sud de la rivière Albany à environ 15 km en amont de la baie James. La population actuelle est d'environ 2 100 personnes, principalement des Cris, vivant dans trois zones : le continent, l'île Sinclair et l'île Anderson. Non loin de la communauté de Fort Albany se trouvent les communautés de Kashechewan (située sur la rive nord de la rivière Albany) et d'Attawapiskat (située au nord-ouest sur la rive nord du fleuve Attawapiskat).

## Histoire
Le vieux Fort Albany était sur une île entre deux communautés modernes, les Anglicans et les Catholiques. La mission catholique et sa communauté déménagea au nouveau Fort Albany (sur la rive sud). La portion anglicane déménagea quelques années plus tard sur le site de Kashechewan. Fort Albany et Kashechewan sont deux bandes séparées. Le nouveau Fort Albany est principalement catholique et Kashechewan est principalement anglican.
De 1902 à 1976, le Pensionnat indien de Sainte-Anne y est en opération. 
Le vieux Fort Albany fut établi en 1670 comme poste de traite par la Compagnie Baie d'Hudson. Il fut pris par les Français, et fut renommé Fort Sainte Anne en 1686. Il fut repris par les Anglais en 1693. William Bevan était le chef instigateur en 1727.

## Accessibilité
La communauté est accessible par air, eau et une route de glace l'hiver. De l'aéroport de Fort Albany, Air Creebec transporte le courrier et autres services (comme un voyage d'urgence vers un hôpital).

## Économie
La nouvelle mine de diamants De Beers, proche de la baie James, emploie beaucoup de travailleurs.

## Culture

### Langue
La majorité de la population parle le cri. Beaucoup parlent deux langues, cri et anglais. La communauté comprend aussi le français, l'ojibwé, et l'oji-Cri.

### Religions
Les principales religions sont le catholicisme et les vieilles traditions qui existaient à l'époque du Fort Albany.